# 三宅裕司のどよ〜ん!
三宅裕司のどよ〜ん!（みやけゆうじのどよ〜ん!）は、1990年4月14日から1992年3月28日まで、ニッポン放送で放送されていたラジオ番組。
放送時間は毎週土曜日の昼、14:00〜16:30。

## 概要
本番組が始まる直前の1990年3月28日まで放送されていた『ヤングパラダイス』のパーソナリティを務めていた三宅裕司が、1990年4月改編によって土曜日昼に移り、新たにスタートした番組である。この放送枠は日産自動車の一社提供枠で『〜商売繁盛土曜リクエスト〜タコ社長のマンモス歌謡ワイド』（1977年、この番組での日産提供枠は14:30から）以来『NISSANラジオプラザ』（ニッサンラジオプラザ）がサブタイトルについていたが、この番組からは『NISSANラジオパラダイス』（ニッサンラジオパラダイス）と変わり、『タモリの週刊ダイナマイク』『あとちゃん・山瀬の歌のギャップ10』を経て、『赤坂泰彦のサタデーリクエストバトル』の途中までこのサブタイトルで放送されていた。
それまでこの枠はオリコンのランキングを主体とした構成の歌謡ワイド番組であったが、この番組では『電話で間男!』（第1回目の企画は「間男VSおやじギャル」）など、電話をつないで話を聞くコーナーやリクエスト、クイズ、ゲストコーナー、トレンド情報などのバラエティ主体の番組となった。また、『ヤンパラ』からネタハガキコーナーの要素を受け継いでいる。最終回ではヤングパラダイスでも好評を博していたドカンクイズが復活放送された。なお、三宅はこの番組終了後は日曜日の午前の時間帯に移り『裕司と雅子のガバッといただき!!ベスト30』のパーソナリティとして出演、この時間帯では現在も『三宅裕司のサンデーヒットパラダイス』で、三宅の番組が続いている。

## 出演者
- パーソナリティ：三宅裕司
- アシスタント：村上まゆこ（当時ニッポン放送アナウンサー） - 番組中盤より登場

## 主なコーナー

### 14時台
- それ行けトレンド君
- 嗚呼!夢よもう一度
- のっけからプリプリ!
- カフェ・ド・三宅
- そりゃぁ意見!

### 15時台
- 3時の福音
- 電話で間男!
- 昼下がりの診察室
- あの人に会いたい
- 私、知っているんです!
- ゆーじのリクエストアワー
- キーキー奥様劇場

### 16時台
- トレンドダービー
- クイズあなたと道ずれ!
- ちょっとはいい話

途中14:30頃に交通情報、15:30頃に交通情報と天気予報を放送

キーキー奥様劇場では、「キーキー」の部分を村上まゆこアナが裏声で表現していた。
| ニッポン放送 土曜日14:00〜16:30（日産自動車一社提供枠） | ニッポン放送 土曜日14:00〜16:30（日産自動車一社提供枠） | ニッポン放送 土曜日14:00〜16:30（日産自動車一社提供枠） |
| 前番組                                                  | 番組名                                                  | 次番組                                                  |
| ------------------------------------------------------- | ------------------------------------------------------- | ------------------------------------------------------- |
| はた金のオリコン・ザ・ビッグヒット                      | 三宅裕司のどよ〜ん!                                     | タモリの週刊ダイナマイク （9:00-11:30の枠から移動）     |
| ニッポン放送 三宅裕司のラジオ番組                       |                                                         |                                                         |
| 三宅裕司のヤングパラダイス                              | 三宅裕司のどよ～ん!                                     | 裕司と雅子のガバッといただき!!ベスト30                  |